# Prigione di Newgate
La prigione di Newgate fu una prigione posta all'angolo tra Newgate Street e Old Bailey Street, nella città di Londra, in Inghilterra. Essa traeva il proprio nome dall'antica porta di Newgate, costruita nelle antiche mura romane di Londra. Costruito nel XII secolo, il complesso venne demolito nel 1904 dopo diverse estensioni, ricostruzioni e restauri, rimanendo de facto in uso per quasi 700 anni tra il 1188 ed il 1902.
La suprema corte di giustizia inglese, denominata Old Bailey, sorge oggi su gran parte di quella che fu l'area della prigione.

## Storia

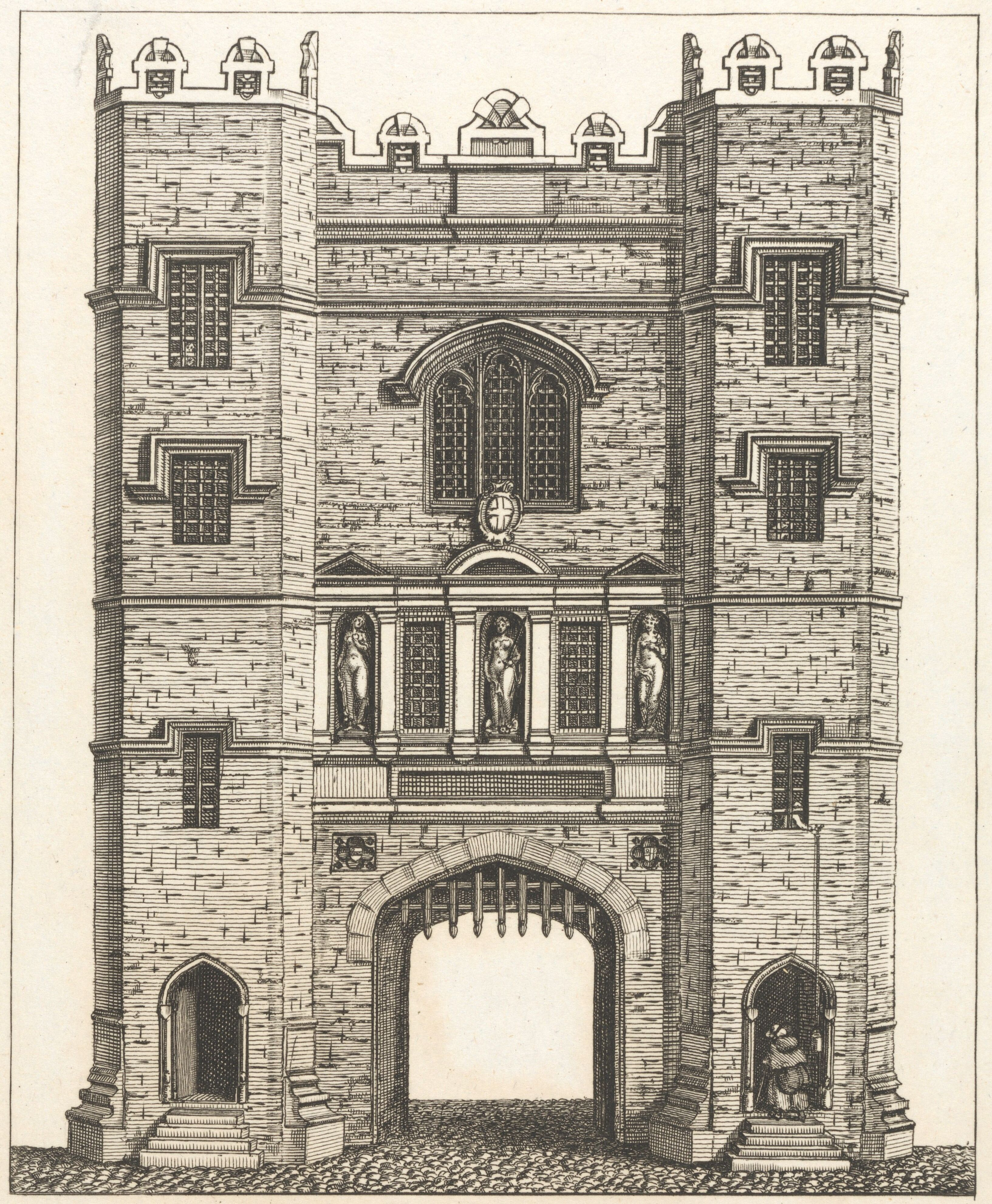
Newgate, l'antico ingresso della città di Londra

All'inizio del XII secolo, Enrico II d'Inghilterra istituì delle riforme legali che diedero alla Corona inglese un maggior controllo sull'amministrazione della giustizia. Come parte della sua Assise di Clarendon del 1166, egli richiese a costruzione di una serie di prigioni, dove gli accusati di un crimine avrebbero potuto rimanere in attesa del giudizio finale sulla loro persona e dove, eventualmente, avrebbero potuto scontare la pena loro spettante. Nel 1188 Newgate fu la prima prigione a venire aperta sulla stregua di queste riforme.
Alcuni decenni dopo, nel 1236, nella necessità di espandere la prigione, il re convertì una delle torrette del Newgate, che ancora era in funzione come principale ingresso nella città di Londra, in una dépendance della prigione stessa. L'aggiunta portò alla costruzione di nuove celle e di altre strutture collaterali che rimasero inalterate per i successivi due secoli.
Dal XV secolo, ad ogni modo, Newgate necessitava di restauri. A seguito di pressioni da parte del pubblico che era venuto a conoscenza del fatto che l'area destinata alle donne era troppo piccola per il numero di carcerate presenti ed ospitava un numero insufficiente di latrine, obbligando le donne ad attraversare l'area degli uomini per raggiungere le altre, venne aggiunta una nuova torre e delle nuove celle per le donne prigioniere nel 1406. La struttura, ad ogni modo, si presentava ancora molto decadente e molti erano i prigionieri che vi morivano all'interno per il sovraffollamento, per l'esplosione di epidemie e per le cattive condizioni sanitarie. In un solo anno, 22 prigionieri morirono di tifo. La situazione a Newgate era così disastrata che nel 1419 fu necessario chiudere il carcere per un determinato periodo.
L'esecutore del Lord Mayor Richard Whittington, ottenne la licenza di restaurare completamente la prigione nel 1422. La storica porta di accesso alla città venne completamente ricostruita e la prigione venne riorganizzata con una sala centrale per i pasti, una nuova cappella e nuove celle sotterranee senza luce o ventilazione. Vi erano tre quartieri: il primo era destinato a coloro che, pur trovandosi in carcere, erano in grado di provvedere personalmente al loro mantenimento; il secondo era destinato ai più poveri che si servivano del servizio comune, mentre la terza ala era destinata ai prigionieri speciali. Il re era solito accogliere alla prigione di Newgate gli eretici, i traditori e i ribelli in attesa di processo. La prigione ospitava anche i debitori che non potevano pagare. Alla metà del XV secolo, Newgate poteva ospitare circa 300 prigionieri.
La prigione andò distrutta durante il grande incendio di Londra del 1666, e venne ricostruita nel 1672 su progetto di sir Christopher Wren. Il nuovo disegno del complesso estese la struttura a sud.

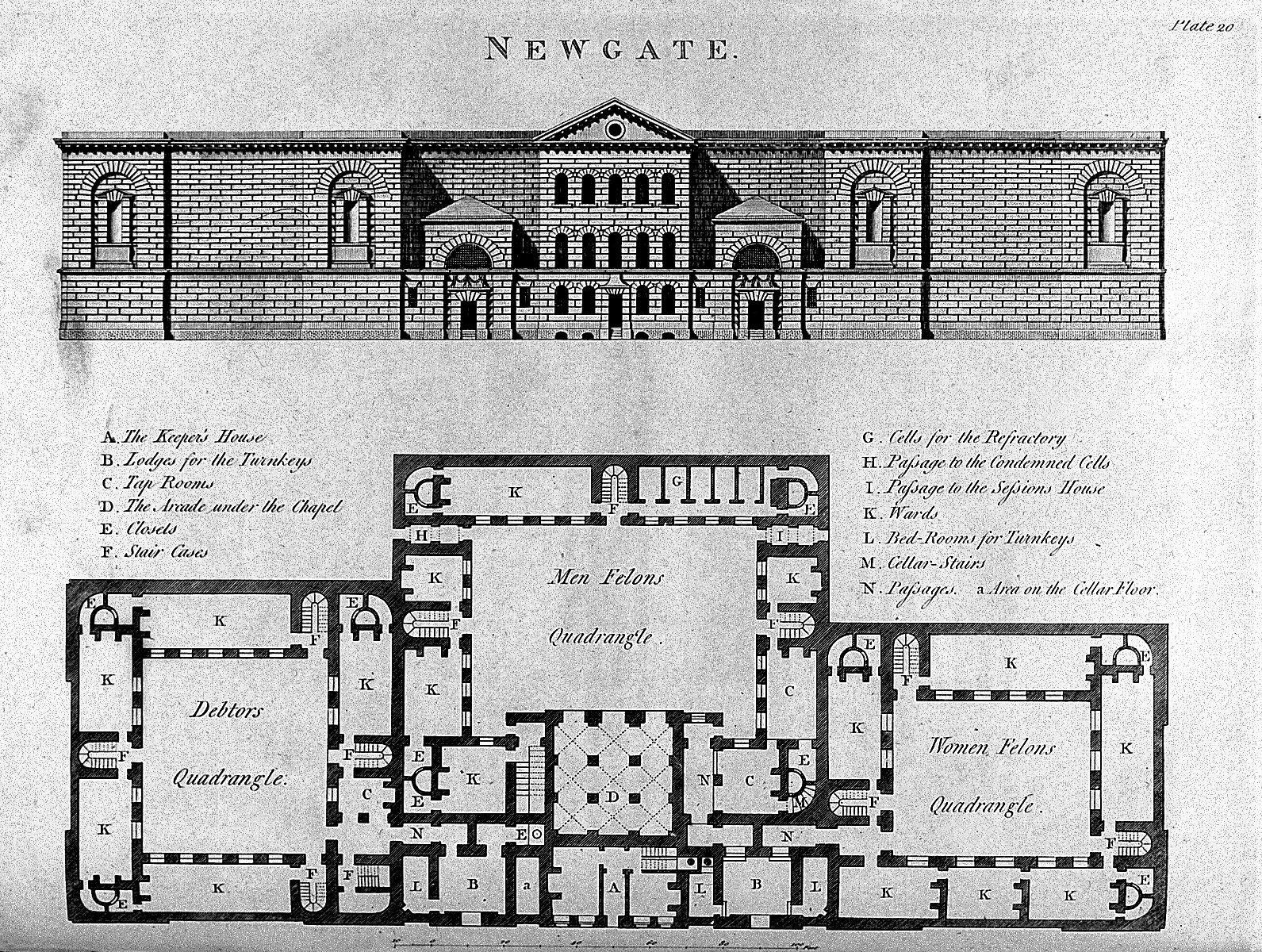
Pianta e facciata della prigione di Newgate in una pubblicazione del 1800

Nel 1770, vennero compiuti ulteriori lavori per allargare la prigione ed aggiungervi nuove ali di celle. Il parlamento offrì la somma di 50.000 sterline mentre la Città di Londra mise a disposizione oltre 7400 metri quadrati di terreno. I lavori si servirono del progetto di George Dance. La nuova prigione venne costruita secondo i dettami dell'architecture terrible col fine di scoraggiare i delinquenti. La struttura si articolava con un cortile centrale e due aree laterali: un'area "comune" per i prigionieri più poveri e una destinata ad accogliere quanti erano in grado di provvedere al loro mantenimento nella struttura.
La costruzione di questa seconda struttura era quasi terminata quando venne assaltata da una turba durante le Sommosse di Gordon del giugno del 1780. La costruzione venne data alle fiamme ed i muri ne risultarono danneggiati; i costi di riparazione vennero stimati in 30.000 sterline. La prigione venne infine completata nel 1782.
Durante il XIX secolo, la prigione attirò l'attenzione della riformatrice sociale Elizabeth Fry, la quale si concentrò in particolare sulle condizioni di vita delle detenute (e dei loro bambini) nel penitenziario. La sua voce giunse sino alla Camera dei Comuni che si prodigò per dei miglioramenti a partire dal 1858.
La prigione venne chiusa nel 1902 e demolita nel 1904.

## Vita nella prigione

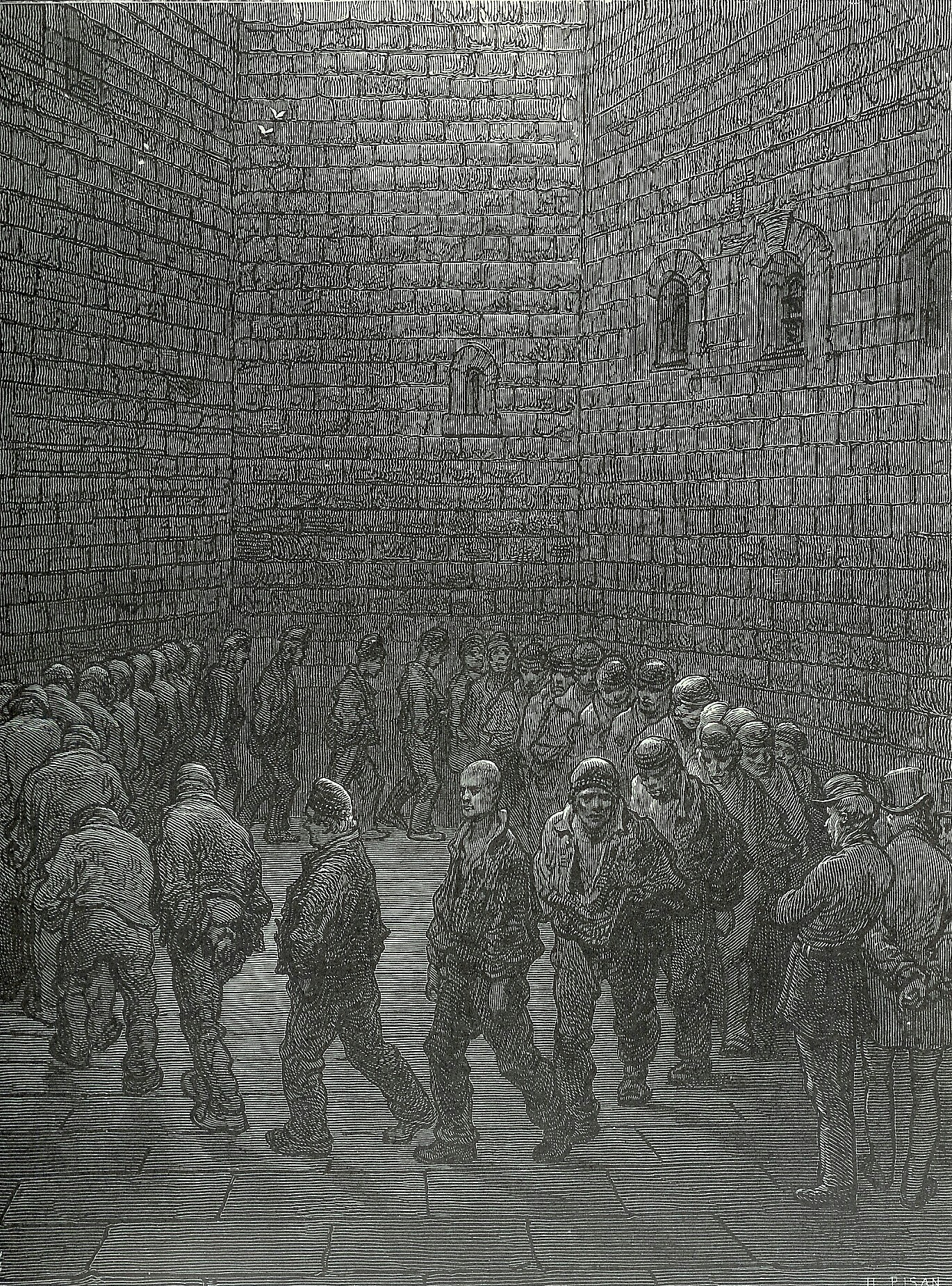
Cortile per gli esercizi alla prigione di Newgate, incisione del 1872 di Gustave Doré

Nella prigione di Newgate si trovavano criminali di ogni sorta, da quelli più leggeri a quelli più pesanti. Il numero dei prigionieri era spesso più elevato di quanti la prigione potesse tenerne: ad esempio durante il regno di Edoardo I uno dei problemi più comuni nella criminalità londinese divennero i furti armati: venne pertanto predisposta la pena di 15 giorni alla prigione di Newgate per chi avesse minacciato qualcuno con un coltello, mentre i giorni salivano a 40 se si aveva ferito qualcuno.
Al loro arrivo a Newgate, i prigionieri venivano incatenati e portati poi alla parte di prigione destinata ai loro crimini. Quanti erano condannati a morte rimanevano in una cella speciale dietro la casa del guardiano. La prigione era sporca e spesso i medici chiamati si rifiutavano di entrarvi.
Le condizioni non migliorarono col tempo. I prigionieri che potevano permettersi di acquistare dell'alcool dalla cantina della prigione erano ubriachi per tutto il tempo. I pidocchi erano ovunque e spesso i carcerieri lasciavano i prigionieri senza cibo, incatenati al muro. La leggenda del "Cane nero", sembra sia nata proprio dal brutale trattamento riservato ai prigionieri. Dal 1315 al 1316, si ebbero ben 62 morti alla prigione di Newgate, fatto che portò necessariamente all'apertura di un'inchiesta.
Secondo gli statuti medievali, la prigione era gestita da due sceriffi eletti annualmente, mentre i carcerieri avevano la possibilità di esigere pagamenti per le derrate richieste direttamente dai carcerati. Essi spesso compravano ai prigionieri minuti di libertà dalle catene, una parte di razione di cibo o dell'alcool per denaro. Talvolta, per estorcere denaro ai prigionieri, le guardie ricattavano e torturavano i detenuti. Tra i carcerieri più noti del XIV secolo vi fu certamente Edmund Lorimer, divenuto famigerato per ricatti come pure Hugh De Croydon.
Nel 1431 gli amministratori della città si riunirono ad ogni modo per porre delle riforme alla prigione. Tra i regolamenti proposti veniva inclusa la separazione tra uomini e donne e la presenza di celle ipogee e apogee. I prigionieri di buona condotta che non erano stati accusati di crimini gravi, potevano recarsi in cappella oltre al fatto che potevano disporre di alcune sale ricreative. I semplici debitori insolventi, ad esempio, solitamente non portavano le catene. Agli ufficiali della prigione venne vietata la vendita di cibo, carbone e candele. La prigione veniva ispezionata una volta all'anno, ma se questo poi avvenisse effettivamente non ha comunque lasciato documentazione in merito.
Nel corso dei secoli, Newgate venne utilizzata per gli scopi più svariati, per quanto non fosse reputata come la prigione più sicura: il ladro Jack Sheppard, ad esempio, riuscì ad evadere due volte dalla prigione prima di essere condotto al patibolo a Tyburn nel 1724. Il cappellano della prigione Paul Lorrain riuscì a riscuotere una certa fama nel XVIII secolo per la pubblicazione delle Confessioni dei condannati della prigione da lui personalmente raccolte.

## Esecuzioni

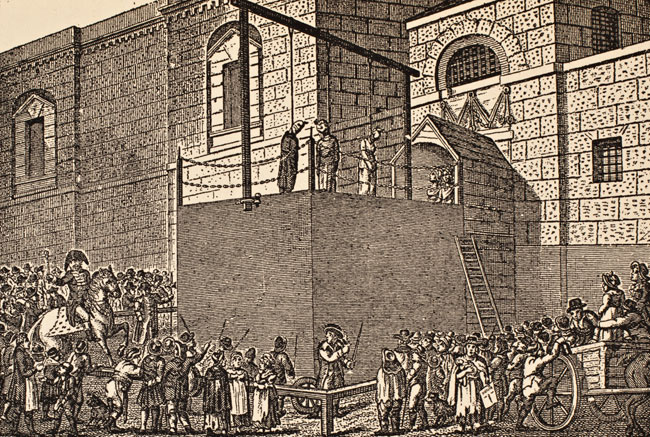
Esecuzione per impiccagione presso la prigione di Newgate, primi anni dell'Ottocento

Nel 1783, il sito del patibolo di Londra venne spostato da Tyburn a Newgate. Le esecuzioni pubbliche svolte al di fuori della prigione (che all'epoca era il carcere principale di Londra) continuavano ad attirare un gran numero di persone. Era inoltre possibile visitare la prigione ottenendo un permesso dal Lord Mayor of the City of London o da uno degli sceriffi. I condannati a morte venivano tenuti in celle apposite sul lato di Newgate Street, luoghi angusti che ricevevano appena un fascio di luce dal cortile interno. Il patibolo era costruito proprio in prossimità della strada e questo portava la gente ad ammassarsi lungo di essa come nel caso del 1807 quando una dozzina di persone morì schiacciata durante un'esecuzione pubblica con 40.000 spettatori in tutto.
Dal 1868, le esecuzioni pubbliche si tennero con minore frequenza e le esecuzioni si svolsero perlopiù all'interno del cortile della prigione, inizialmente con l'uso di un patibolo mobile e poi all'interno di un capanno stabile. Inizialmente i condannati venivano sepolti in un cimitero interno alla prigione con le loro iniziali incise direttamente sul muro di cinta. Questo venne demolito quando la prigione venne distrutta nel 1904.
In totale, sia in pubblico che in privato, 1169 furono le persone giustiziate nella prigione. Nel novembre del 1835 James Pratt e John Smith furono le ultime due persone giustiziate per sodomia Michael Barrett fu l'ultimo uomo giustiziato pubblicamente al di fuori della prigione di Newgate (nonché l'ultima persona ad essere giustiziata in pubblico in Gran Bretagna) il 26 maggio 1868. George Woolfe fu l'ultimo uomo ad essere impiccato a Newgate, il 6 maggio 1902.

## Prigionieri famosi
Tra i prigionieri più famosi di Newgate si ricordano:
- Thomas Bambridge, guardiano della Fleet Prison negli anni '20 del Settecento – imprigionato per estorsione e omicidio[11]
- George Barrington, ladro – soggiornò a Newgate due volte nel 1783 e nel 1790, prima di essere portato alla colonia penale in Australia[12][13]
- John Bellingham, assassino del primo ministro Spencer Perceval nel 1812, giustiziato in quell'anno
- John Bernardi, soldato e cospiratore giacobita - imprigionato senza processo a Newgate per quarant'anni
- Robert Blackbourn, cospiratore giacobita – imprigionato senza processo a Newgate per cinquant'anni[14]
- John Bradford, riformatore religioso – condannato al rogo a Newgate nel 1555
- John Cooke, uno degli accusatori di Carlo I - giustiziato per regicidio nel 1660
- Giacomo Casanova, libertino veneziano - imprigionato per bigamia
- Ellis Casper, che aiutò a perpetrare la 1839 Gold Dust Robbery – detenuto a Newgate prima del suo trasferimento alla Van Diemen's Land nel 1841
- Elizabeth Cellier, nota anche come l'"infermiera papista", infermiera – incarcerata nel 1679–1680 per alto tradimento e di partecipazione al "Meal-Tub Plot"
- William Chaloner, produttore di monete false ed artista – imprigionato diverse volte tra il 1696 ed il 1699, anno della sua impiccagione per alto tradimento
- William Cobbett, riformatore parlamentare ed agrario – imprigionato nel 1810–1812 per libellaggio
- Thomas Neill Cream, dottore e ricattatore – processato, condannato e impiccato nel 1892 per aver avvelenato diversi dei suoi pazienti[15]
- Daniel Defoe, autore di Robinson Crusoe e Moll Flanders (il protagonista di quest'ultimo romanzo nasce proprio alla prigione di Newgate) – detenuto a Newgate nel 1703 per libellaggio
- Claude Duval – detenuto a Newgate dal dicembre del 1669 sino alla sua esecuzione nel gennaio del 1670
- Amelia Dyer (1837–1896), nota come "Reading baby farmer" – serial killer, impiccata il 10 giugno 1896[16]
- Daniel Eaton, autore e attivista – imprigionato nel 1812–1813 per ateismo e libelli blasfemi; fu il soggetto della difesa di Percy Bysshe Shelley nel suo saggio A Letter to Lord Ellenborough
- John Frith, prete e martire protestante – detenuto a Newgate nel 1533 prima di essere condannato al rogo
- Mary Frith, alias "Moll Cutpurse", ladra del XVII secolo – detenuta a Newgate diverse volte per diversi crimini[17]
- Lord George Gordon, politico che diede il proprio nome alle sommosse di Gordon – morì di tifo nel 1793 alla prigione di Newgate[18]
- Jack Hall – ladruncolo giustiziato nel 1707 e ricordato in una canzone popolare del menestrello satirico C.W. Ross.[19]
- Ben Jonson, poeta e scrittore – imprigionato per aver ucciso il compagno attore Gabriel Spenser nel 1598 in un duello; liberato successivamente[20]
- Jørgen Jørgensen (1780–1841) – avventuriero danese che si trovava a bordo di una delle navi che fondarono il primo insediamento in Tasmania nel 1801; governatore dell'Islanda per due mesi nel 1809; spia britannica – detenuto a Newgate per furto e poi trasportato in Tasmania nel 1825
- William Kidd, noto come "Captain Kidd", pirata e bucaniere – impiccato all'Execution Dock, Wapping nel 1701
- John Law, economista – condannato a morte a Newgate per assassinio in duello nel 1694,[21] ma infine rilasciato dietro pagamento di una somma in denaro
- Thomas Kingsmill (c.1715-1749), leader della Hawkhurst Gang di contrabbandieri[22]
- Thomas Lloyd, stenografo del congresso degli Stati Uniti – accusato di libelli sediziosi e imprigionato per debiti, trasferito per tre anni alla prigione di Newgate (1794–1796)[23]
- James MacLaine, noto come "Gentleman Highwayman" – detenuto a Newgate nel 1750 per furto
- Sir Thomas Malory – probabile autore di Le Morte d'Arthur – detenuto a Newgate dal 1468 al 1470 dopo la condanna per cospirazione per detronizzare Edoardo IV d'Inghilterra
- Catherine Murphy, contraffattrice – ultima donna ad essere ufficialmente condannata al rogo in Gran Bretagna, nel 1789
- Titus Oates, cospiratore anti cattolico – imprigionato a Newgate (1687–1689) per spergiuro durante il Popish Plot
- William Penn, religioso e poi quacchero fondatore della colonia della Pennsylvania – detenuto a Newgate nel 1670 per prediche non in linea con la religione
- Miles Prance, argentiere, accusato dell'assassinio di Edmund Berry Godfrey – imprigionato nel 1679 durante il processo per il Popish Plot
- John Rogers, traduttore della Bibbia e riformatore religioso - detenuto a Newgate dopo la condanna per eresia nel 1554 e poi condannato al rogo nel 1555[24]
- Jack Sheppard, ladro e fuggitivo - nei primi anni del Settecento fuggì diverse volte da Newgate dove si trovava detenuto per furto
- Ikey Solomon, ladro – detenuto a Newgate nel corso del 1827 durante il suo processo[25]
- Robert Southwell, gesuita e poeta – detenuto a Newgate per tradimento per poi essere condannato alla pena d'essere impiccato, sventrato e squartato a Tyburn nel 1595
- Owen Suffolk, rapinatore – detenuto nel 1846 prima del suo trasferimento nella colonia penale dell'Australia
- Jane Voss (alias Jane Roberts), ladra – giustiziata nel 1684
- Mary Wade, vagabonda – condannata a morte a Newgate per furto ma poi trasportata alla colonia penale dell'Australia
- Edward Gibbon Wakefield, politico britannico, motore trainante della colonizzazione dell'Australia meridionale e della Nuova Zelanda - passò tre anni a Newgate per rapimento
- Joseph Wall, amministratore coloniale – giustiziato nel 1802 per aver fustigato a morte un soldato inglese
- John Walter Sr., pubblicista, fondatore del The Times – imprigionato per un anno (1789–1790) per libelli sul duca di York[26]
- Oscar Wilde, imprigionato per breve tempo a Newgate nel 1895 prima di essere trasferito alla prigione di Pentonville.
- Catherine Wilson, infermiera e serial killer – ultima donna ad essere giustiziata pubblicamente a Londra, a Newgate nel 1862[27][28]

## Nella tradizione
La Corte suprema inglese – nota anche col nome di Old Bailey, dalla strada su cui sorge - si trova oggi sul sito della prigione di Newgate.
L'originale cancello in ferro che conduceva all'area del patibolo venne trasportato nella città di Buffalo (New York) ed è conservato nel Canisius College di quella stessa città.
La porta originale della cella utilizzata da sant'Oliver Plunkett nel 1681 si trova alla St. Peter's Church di Drogheda, in Irlanda.
La frase "nero come il battiporta di Newgate" è un modo di dire riferito direttamente alle porte della prigione londinese, rimasto nel parlato comune.

### Nella letteratura
Dal 1698–1719, le confessioni dei condannati a morte della prigione vennero raccolte dal cappellano Paul Lorrain, anche se furono derubricate da molti come non originali e intrise di pietismo.
Il registro dei condannati a morte della prigione, assieme a dei commenti, venne pubblicato col titolo di The Newgate Calendar. Questo volume ispirò un genere della letteratura vittoriana noto come Newgate novel.
La prigione appare in diverse opere di Charles Dickens tra cui Oliver Twist, Racconto di due città , Barnaby Rudge: A Tale of the Riots of 'Eighty e Grandi speranze. La prigione di Newgate è inoltre il soggetto principale di un suo saggio dal titolo Sketches by Boz.
La prigione viene descritta anche in:
- Geoffrey Chaucer, The Canterbury Tales  (The Cook's Tale)
- Daniel Defoe, Moll Flanders
- William Godwin, Caleb Williams
- Michael Crichton, La grande rapina al treno
- Neal Stephenson, Baroque Cycle
- Leon Garfield, Smith
- Joseph O'Connor, Star of the Sea
- Louis L'Amour, To The Far Blue Mountains
- Bernard Cornwell, Gallows Thief
- David Liss, A Conspiracy of Paper, e nel suo sequel A Spectacle of Corruption
- Richard Zacks, The Pirate Hunter (The True Story of Captain Kidd)
- George MacDonald Fraser, Flashman's Lady
- Jonathan Barnes, The Somnambulist
- Marguerite Henry, King of the Wind
- C. J. Sansom, Dark Fire
- Jackie French, Tom Appleby, Convict Boy
- Coventry Patmore, A London Fete
- James Norman Hall e Charles Nordhoff, Botany Bay
- Kathleen Winsor, Forever Amber
- Donald Thomas, "The Execution of Sherlock Holmes".
- Robert McCammon, Speaks the Nightbird Volume 2: Evil Unveiled
- T. C. Boyle, Water Music
- Erica Jong, Fanny: Being the True History of the Adventures of Fanny Hackabout-Jones
- Keith Miles, Frost Fair con lo pseudonimo di Edward Marston
- Rachel Florence Roberts, The Medea Complex
- Michelle Lowe, Cherished Thief
- Robert McCammon, Freedom of the Mask
- L. A. Meyer, The Wake of the Lorelei Lee
- William Gibson, The Peripheral

### Nella cultura popolare
Newgate è apparsa anche in molti film, programmi televisivi, giochi e altri media. Tra questi si ricordano:
- John Gay nella sua The Beggar's Opera
- Nel film Plunkett & Macleane
- Nel gioco Fallen London
- Nel film V per Vendetta
- Nella canzone "One Song At A Time" di Mark Knopfler, dell'album del 2019 dal titolo Down The Road Wherever
- Nella serie televisiva Elementary